# لويجي أرينتي
لويجي أرينتي (بالإيطالية: Luigi Arienti)‏ مواليد 6 يناير 1937 في ديزيو، إيطاليا، هو دراج إيطالي سابق. سبق أن شارك في دورة الألعاب الأولمبية الصيفية وفاز بميدالية أولمبية.

## الميداليات
| الميدالية | المسابقة                       |
| --------- | ------------------------------ |
| ذهبية     | الألعاب الأولمبية الصيفية 1960 |

## روابط خارجية
- لويجي أرينتي على موقع أرشيف الدراجات (الإنجليزية)
- لويجي أرينتي على موقع إحصائيات الدراجات الإحترافية (الإنجليزية)
- لويجي أرينتي على موقع CycleBase (الإنجليزية)
- لويجي أرينتي على موقع أوليمبيديا (الإنجليزية)
- لويجي أرينتي على موقع اللجنة الأولمبية الإيطالية (الإيطالية)
- لويجي أرينتي على موقع CONI honoured athlete website (الإيطالية)